# Vilho Väisälä
Vilho Väisälä, originariamente Weisell (Kontiolahti, 28 settembre 1889 – Helsinki, 12 agosto 1969), è stato un meteorologo, fisico ed esperantista finlandese.
Ebbe due fratelli, Kalle Väisälä e Yrjö Väisälä, che a loro volta si distinsero in ambito scientifico.

## Carriera scientifica
Laureatosi in meteorologia nel 1912, lavorò per conto dell'Istituto Meteorologico Finlandese occupandosi di misure aerologiche, e specializzandosi in ricerche relative all'alta troposfera. All'epoca, le misure erano condotte agganciando un termografo ad un aquilone.
Väisälä partecipò alla realizzazione della radiosonda, uno strumento di misurazione agganciato a un pallone aerostatico e volto a compiere misurazioni di natura meteorologica nell'alta atmosfera.
Nel 1936 fondò un'azienda specializzata nella produzione di radiosonde e, in seguito, di altre strumentazioni di interesse meteorologico.
Nel 1948 fu nominato professore in meteorologia presso l'Università di Helsinki.

## Esperanto
Vilho Väisälä apprese la lingua esperanto e fu particolarmente attivo nel movimento esperantista. Al Congresso Universale di Esperanto del 1969, che si tenne a Helsinki, ricoprì il prestigioso incarico di rettore della Internacia Kongresa Universitato, e curò l'organizzazione di seminari specialistici in esperanto rivolti ai quasi duemila convenuti.
Entrambi i fratelli di Väisälä furono a loro volta attivi esperantisti.